# Samuel Antoni Drużbic
Samuel Antoni Drużbic (Drużbicz) z Lipin herbu Junosza (zm. przed 15 kwietnia 1730 roku) – chorąży buski od 1697 roku, miecznik buski w latach 1689–1697.
Poseł na sejm elekcyjny 1697 roku z województwa bełskiego. Był elektorem Augusta II Mocnego z województwa bełskiego w 1697 roku.